# Georgia bajo el Imperio ruso
Georgia se convirtió en parte del Imperio ruso en el siglo XIX. A lo largo del período moderno temprano, los imperios musulmanes otomanos y persas habían luchado por varios reinos y principados georgianos fragmentados; en el siglo XVIII, Rusia emergió como el nuevo poder imperial en la región. Dado que Rusia era un estado cristiano ortodoxo como Georgia, los georgianos buscaban cada vez más ayuda rusa. En 1783, Heraclio II del Reino georgiano oriental de Kartli-Kajetia forjó una alianza con el Imperio ruso, por lo que el reino se convirtió en un protectorado ruso y abandonó cualquier dependencia de su soberanía de Persia. Sin embargo, la alianza ruso-georgiana fracasó porque Rusia no estaba dispuesta a cumplir los términos del Tratado de Gueórguiyevsk, procedió a anexar el Reino en conflicto en 1801 y lo redujo al estado de una gubérniya, la gobernación de Georgia. En 1810, el reino georgiano occidental de Imericia también se anexó. El dominio ruso sobre Georgia finalmente se reconoció en varios tratados de paz con Persia y los otomanos, y los territorios georgianos restantes fueron absorbidos por el Imperio ruso de manera gradual en el transcurso del siglo XIX.
El gobierno ruso ofreció a los georgianos seguridad frente a amenazas externas, pero a menudo también era pesado e insensible hacia los locales. A finales del siglo XIX, el descontento con las autoridades rusas condujo a un movimiento nacional en crecimiento. El período imperial ruso, sin embargo, trajo cambios sociales y económicos sin precedentes a Georgia, con nuevas clases sociales emergentes: la emancipación de los siervos liberó a muchos campesinos, pero hizo poco para aliviar su pobreza; el crecimiento del capitalismo creó una clase obrera urbana en Georgia. Tanto los campesinos como los trabajadores expresaron su descontento a través de revueltas y huelgas, que culminaron en la Revolución de 1905. Su causa fue defendida por los socialistas mencheviques, quienes se convirtieron en la fuerza política dominante en Georgia en los últimos años del gobierno ruso.
Tras el colapso del Imperio ruso, iniciado con la Revolución de Febrero de 1917, fue creada la República Democrática de Georgia. Se proclamó el 26 de mayo de 1918, al desaparecer la República Democrática Federal de Transcaucasia, y fue liderada por el partido socialdemócrata menchevique. Enfrentado a problemas permanentes tanto internos como externos, el joven Estado fue incapaz de resistir la invasión del Ejército Rojo de la bolchevique RSFS de Rusia, y se derrumbó entre febrero y marzo de 1921, convirtiéndose en la República Socialista Soviética de Georgia.

## Contexto histórico: relaciones con Rusia antes de 1801
En el siglo XVI, el Reino cristiano de Georgia se había fracturado en una serie de estados más pequeños en los que lucharon los dos grandes imperios musulmanes de la región, la Turquía otomana y la persa safaví. La paz de Amasya de 1555 dividió formalmente las tierras del sur del Cáucaso en esferas de influencia otomanas y persas separadas. El reino georgiano de Imericia y las tierras a lo largo de la costa del Mar Negro hacia el oeste fueron otorgadas a los otomanos. Al este, los reinos georgianos de Kartli-Kajetia y varios potentados musulmanes a lo largo de la costa del Mar Caspio fueron subsumidos bajo el control persa.

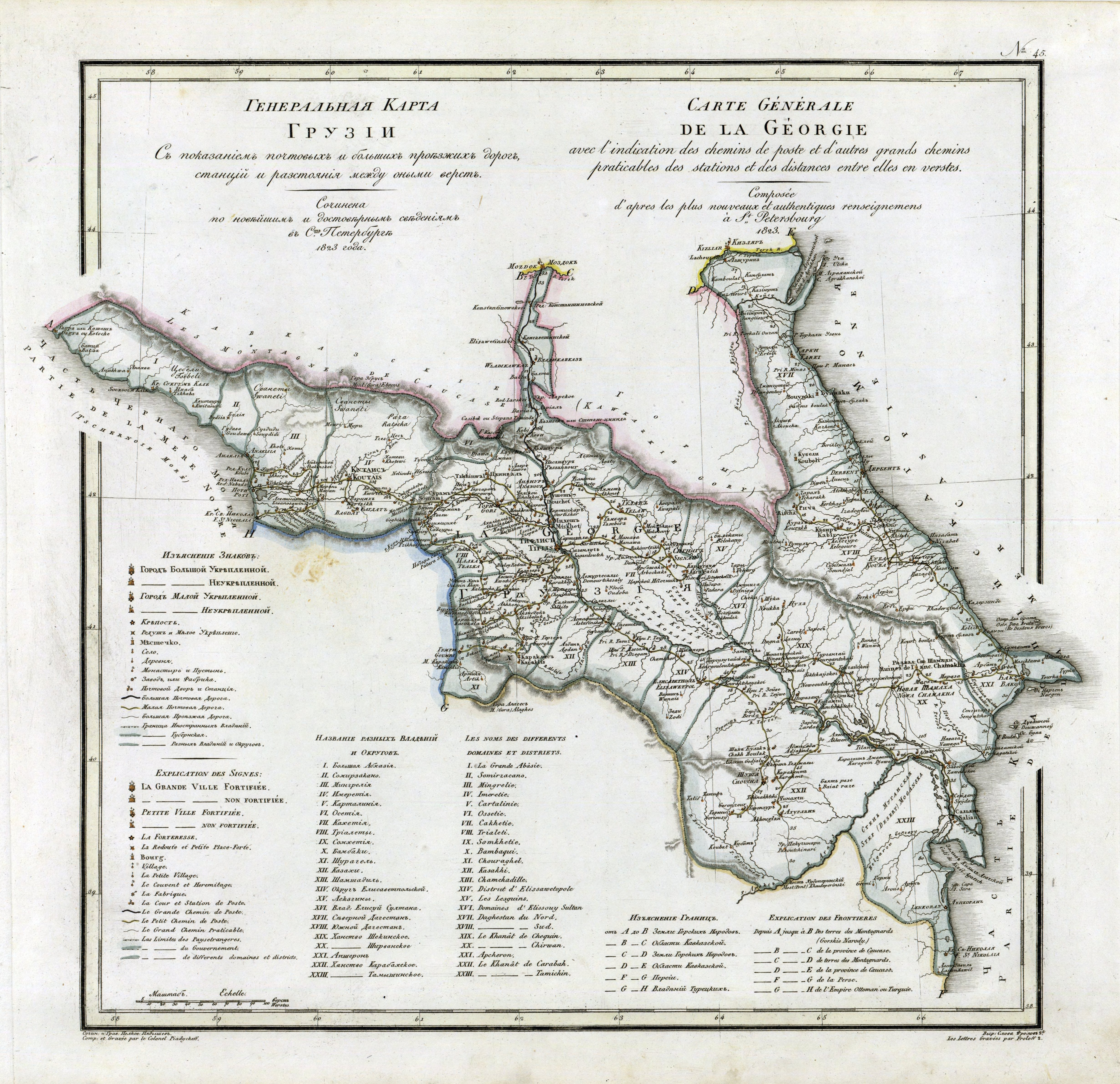
Mapa de Georgia en 1823 por el coronel V.P. Piadyshev.

Pero durante la segunda mitad del siglo surgió una tercera potencia imperial en el norte, a saber, el estado ruso de Moscovia, que compartía la religión ortodoxa de Georgia. Los contactos diplomáticos entre el Reino de Georgia de Kajeti y el Zarato moscovita comenzaron en 1558 y en 1589, el zar Fiódor I se ofreció a poner el reino bajo su protección. Sin embargo, se recibió poca ayuda y los rusos todavía estaban demasiado lejos de la región del Cáucaso del sur para desafiar con éxito el control y la hegemonía otomanos o persas. Sólo a principios del siglo XVIII, Rusia comenzó a hacer incursiones militares serias al sur del Cáucaso. En 1722, Pedro el Grande explotó el caos y la agitación en el Imperio persa safávida para liderar una expedición en su contra, mientras que él estableció una alianza con Vajtang VI, el gobernante georgiano de Kartli y el gobernador designado safávida para la región. Sin embargo, los dos ejércitos no lograron unirse y los rusos se retiraron hacia el norte de nuevo, dejando a los georgianos a merced de los persas. Vajtang terminó sus días en el exilio en Rusia.
El sucesor de Vajtang, Heraclio II, rey de Kartli-Kajetia desde 1762 a 1798, se dirigió a Rusia para protegerse contra los ataques otomanos y persas. Los reyes del otro importante estado georgiano, Imericia (en Georgia occidental), también se contactaron con Rusia para buscar protección contra los otomanos. La emperatriz rusa Catalina la Grande emprendió una serie de iniciativas para mejorar la influencia rusa en el Cáucaso y fortalecer la presencia rusa sobre el terreno. Estos implicaron reforzar las líneas defensivas que habían sido establecidas a principios de siglo por Pedro el Grande, moviendo más cosacos a la región para que sirvieran como guardias fronterizos y construyendo nuevos fuertes.
La guerra estalló entre los rusos y los otomanos en 1768, cuando ambos imperios buscaron asegurar su poder en el Cáucaso. En 1769-1772, un puñado de tropas rusas bajo el mando del general Totleben lucharon contra los invasores turcos en Imericia y Kartli-Kajetia. El curso cortado por Totleben y sus tropas a medida que avanzaban de norte a sur sobre el centro de las Montañas del Cáucaso sentó las bases para lo que se formalizaría a través de la inversión rusa durante el próximo siglo como la carretera militar georgiana, la principal ruta por tierra a través de las montañas. La guerra entre los rusos y los otomanos se concluyó en 1774 con el Tratado de Küçük Kaynarca.
En 1783, Heraclio II firmó el Tratado de Gueórguiyevsk con Catalina, según el cual Kartli-Kajetia acordó renunciar a la lealtad a cualquier estado, excepto Rusia, a cambio de la protección rusa. Pero cuando estalló otra guerra ruso-turca en 1787, los rusos retiraron sus tropas de la región para usarlas en otro lugar, dejando el reino de Heraclio desprotegido. En 1795, el nuevo shah persa, Agha Mohammed Khan, lanzó un ultimátum a Heraclio, ordenándole que rompiera relaciones con Rusia o enfrentara una invasión. Heraclio lo ignoró, contando con la ayuda rusa, que no llegó. Agha Mohammad Khan llevó a cabo su amenaza y capturó y quemó la capital, Tiflis, reduciéndola a cenizas, mientras intentaba restablecer la tradicional soberanía de Persia sobre la región.

## Anexiones de Rusia

### Georgia oriental

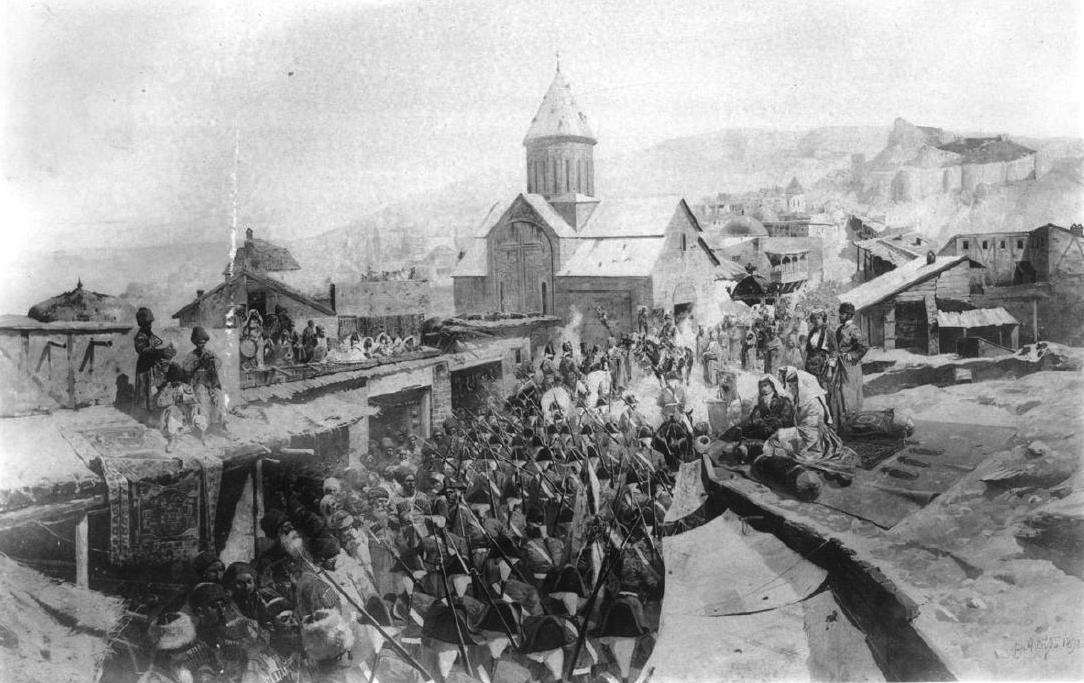
Tropas rusas entrando en Tiflis en 1799, cuadro de Franz Roubaud (1886). Cuatro años después del saqueo persa de la ciudad, los rusos tomaron Tiflis.

A pesar de que Rusia no cumplió con los términos del Tratado de Gueórguiyevsk, los gobernantes georgianos sintieron que no tenían a quién recurrir. Los persas habían despedido y quemado Tiflis, dejando 20 000 muertos. Agha Mohammad Khan, sin embargo, fue asesinado en 1797 en Shusha, después de lo cual el control iraní sobre Georgia se suavizó. Heraclio murió al año siguiente, dejando el trono a su hijo enfermizo e ineficaz Giorgi XII.
Después de la muerte de Giorgi el 28 de diciembre de 1800, el reino fue dividido entre las pretensiones de dos herederos rivales, Davit e Iulon. Sin embargo, el zar Pablo I de Rusia ya había decidido que ningún candidato sería coronado rey. En cambio, la monarquía sería abolida y el país administrado por Rusia. Firmó un decreto sobre la incorporación de Kartli-Kajetia al Imperio ruso que fue confirmado por el zar Alejandro I el 12 de septiembre de 1801. El enviado georgiano en San Petersburgo, Garsevan Chavchavadze, reaccionó con una nota de protesta que fue presentada al vicepresidente ruso el canciller Aleksandr Kurakin. En mayo de 1801, el general ruso Carl Heinrich von Knorring sacó del poder al heredero georgiano del trono, David Bagrationi, y desplegó un gobierno provisional encabezado por el general Iván Petróvich Lázarev. Knorring tenía órdenes secretas de sacar a Rusia a todos los hombres y algunas mujeres de la familia real. Parte de la nobleza georgiana no aceptó el decreto hasta abril de 1802, cuando el general Knorring sostuvo la nobleza en la Catedral de Sioni de Tiflis y los obligó a prestar juramento sobre la corona imperial de Rusia. Los que no estaban de acuerdo fueron arrestados.
Ahora que Rusia pudo usar Georgia como cabeza de puente para una mayor expansión al sur del Cáucaso, Persia y el Imperio otomano se sintieron amenazados. En 1804, Pável Tsitsiánov, el comandante de las fuerzas rusas en el Cáucaso, atacó Ganja, provocando la guerra ruso-persa de 1804-1813. Esto fue seguido por la guerra ruso-turca de 1806-12 con los otomanos, que estaban descontentos con la expansión rusa en Georgia occidental. Las actitudes georgianas fueron variadas: algunos lucharon como voluntarios ayudando al ejército ruso, otros se rebelaron contra el gobierno ruso (hubo un gran levantamiento en las tierras altas de Kartli-Kajetia en 1804). Ambas guerras terminaron en la victoria rusa, con los otomanos y los persas reconociendo las reclamaciones del zar sobre Georgia (por el Tratado de Bucarest con Turquía y el Tratado de Gulistán con Persia).

### Georgia occidental

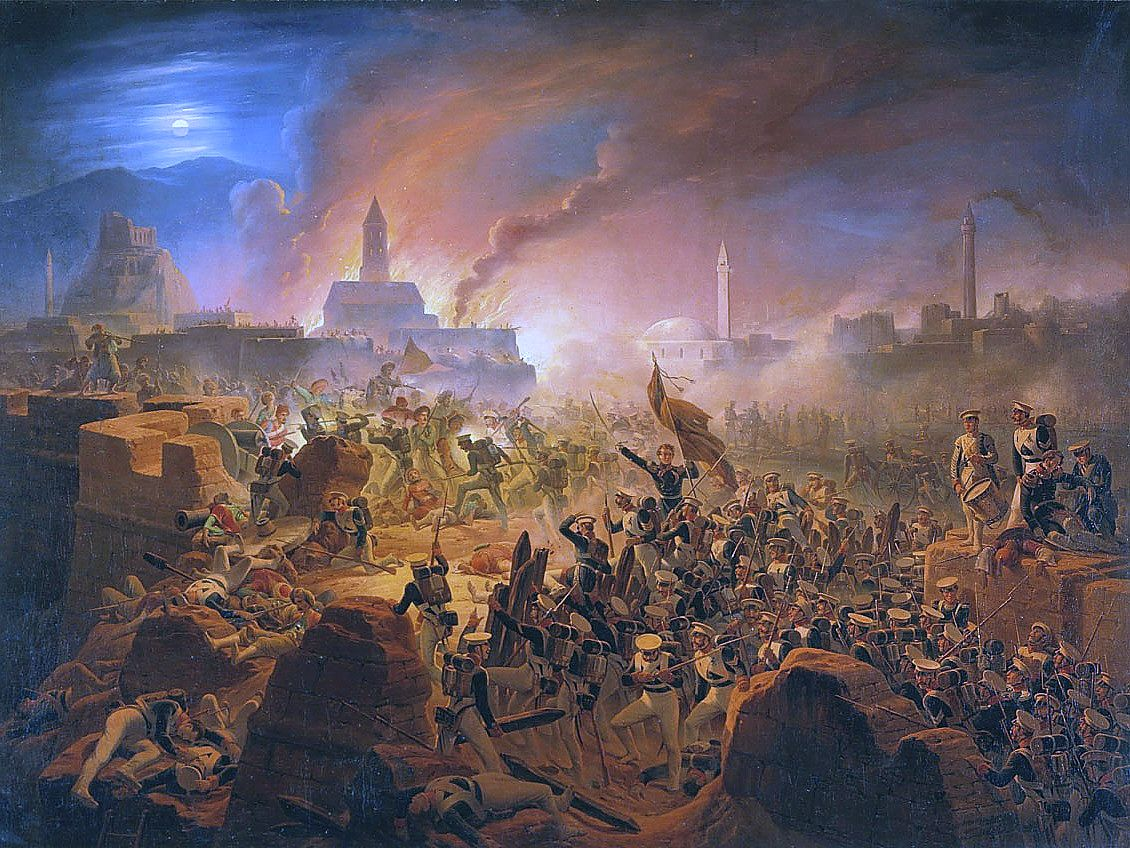
Asedio de Ajaltsije 1828, por January Suchodolski. El asedio a esta ciudad georgiana fue un episodio de la Guerra ruso-turca de 1828-1829.

Salomón II de Imericia estaba enojado con la anexión rusa de Kartli-Kajetia. Ofreció un compromiso: convertiría a Imericia en un protectorado ruso si se restableciera la monarquía y la autonomía de su vecino. Rusia no respondió. En 1803, el gobernante de Mingrelia, una región perteneciente a Imericia, se rebeló contra Salomón y reconoció a Rusia como su protector. Cuando Salomón se negó a hacer de Imericia un protectorado ruso también, el general ruso Tsitsiánov invadió y el 25 de abril de 1804, Salomón firmó un tratado que lo convirtió en vasallo ruso.
Sin embargo, Salomón estaba lejos de ser sumiso. Cuando estalló la guerra entre los otomanos y Rusia, Salomón inició negociaciones secretas con el primero. En febrero de 1810, un decreto ruso proclamó que Solomon había sido destronado y ordenó a los imericios que prometieran lealtad al zar. Un gran ejército ruso invadió el país, pero muchos imericios huyeron a los bosques para iniciar un movimiento de resistencia. Salomón esperaba que Rusia, distraída por sus guerras con los otomanos y Persia, permitiera a Imericia volverse autónomo. Los rusos finalmente aplastaron el levantamiento guerrillero, pero no pudieron atrapar a Salomón. Sin embargo, los tratados de paz de Rusia con la Turquía otomana (1812) y Persia (1813) pusieron fin a las esperanzas del rey de apoyo extranjero (también había tratado de interesar a Napoleón). Salomón murió en el exilio en Trabzon en 1815.
En 1828-29, otra guerra ruso-turca terminó con Rusia agregando el puerto principal de Poti y las ciudades fortificadas de Ajaltsije y Ajalkalaki a sus posesiones en Georgia. Desde 1803 hasta 1878, como resultado de numerosas guerras rusas ahora contra la Turquía otomana, varios de los territorios previamente perdidos de Georgia, como Ayaria, también se incorporaron al imperio. El principado de Guria fue abolido e incorporado al Imperio en 1829, mientras que Svaneti se fue anexando gradualmente en 1858. Mingrelia, aunque era un protectorado ruso desde 1803, no fue absorbida hasta 1867.

## Primeros años de dominio ruso

### Integración al imperio
Durante las primeras décadas del gobierno ruso, Georgia fue colocada bajo la gobernación militar. La tierra estaba en la primera línea de la guerra de Rusia contra Turquía y Persia y el comandante en jefe del ejército ruso de la región también era el gobernador. Rusia expandió gradualmente su territorio en Transcaucasia a expensas de sus rivales, tomando grandes extensiones de tierra en el resto de la región, comprendiendo toda la Armenia moderna y Azerbaiyán desde la Persia Kayar hasta la Guerra Ruso-Persa (1826-1828) y el Tratado resultante de Turkmenchay. Al mismo tiempo, las autoridades rusas intentaron integrar a Georgia en el resto de su imperio. Las sociedades rusas y georgianas tenían mucho en común: la religión principal era el cristianismo ortodoxo y en ambos países una aristocracia terrateniente gobernaba sobre una población de siervos. Inicialmente, el gobierno ruso demostró ser arbitrario e insensible a las leyes y costumbres locales. En 1811, se abolió la autocefalia (es decir, el estado independiente) de la Iglesia ortodoxa de Georgia, el Catholicos Anton II fueron deportados a Rusia y Georgia se convirtió en un exarcado de la Iglesia rusa.

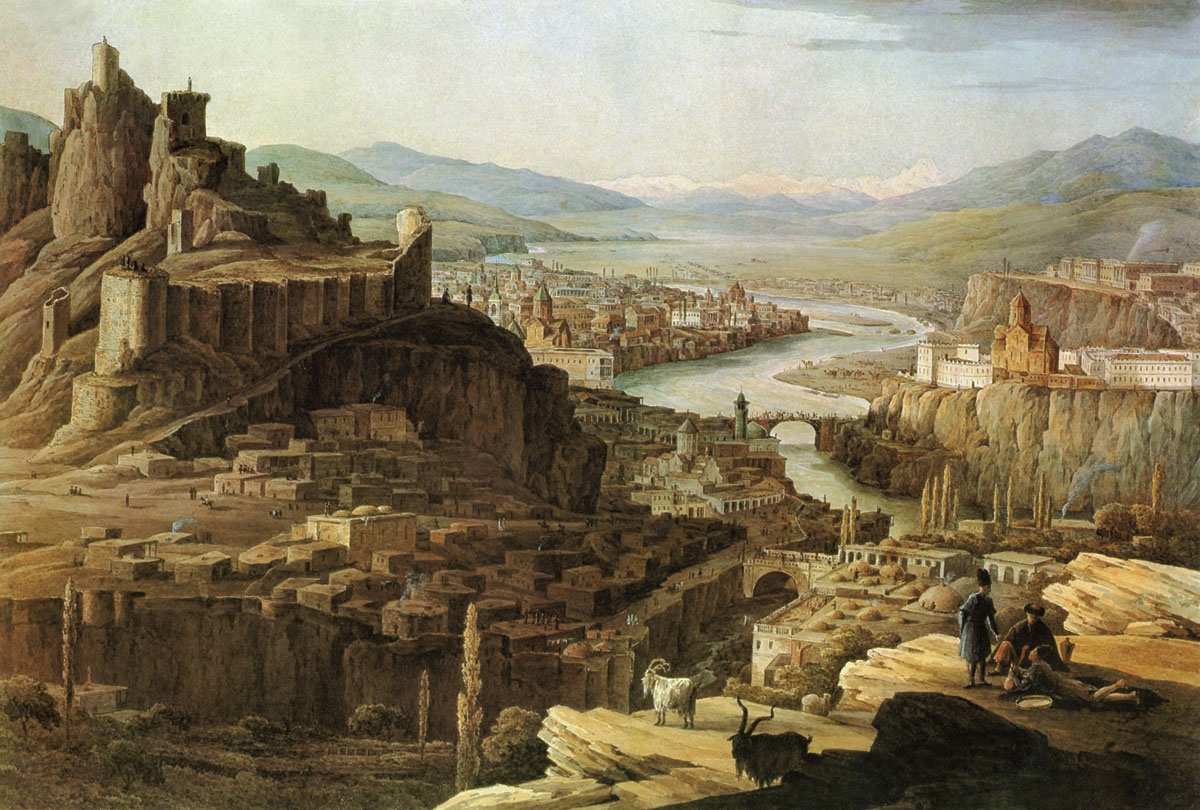
Vista de Tiflis (1832), de Nikanor Chernetsov.

El gobierno ruso también logró alienar a muchos nobles georgianos, lo que llevó a un grupo de jóvenes aristócratas a conspirar para derrocar el gobierno ruso. Se inspiraron en acontecimientos en otras partes del Imperio ruso: la revuelta de diciembre en San Petersburgo en 1825 y el levantamiento polaco contra los rusos en 1830. El plan de los nobles georgianos era simple: invitarían a todos los funcionarios rusos de la región a una fiesta de baile y asesinarlos. Sin embargo, la conspiración fue descubierta por las autoridades el 10 de diciembre de 1832 y sus miembros fueron arrestados y exiliados internamente en otras partes del Imperio ruso. Hubo una revuelta de campesinos y nobles en Guria en 1841. Las cosas cambiaron con el nombramiento de Mikhail Semyonovich Vorontsov como virrey del Cáucaso en 1845. Las nuevas políticas del conde Vorontsov vencieron a la nobleza georgiana, quien adoptó cada vez más las costumbres y vestimenta de Europa occidental. La nobleza rusa lo había hecho en el siglo anterior.

### Sociedad georgiana
Cuando el gobierno ruso comenzó a principios del siglo XIX, Georgia todavía estaba gobernada por familias reales de los diversos estados georgianos, pero luego los rusos los depusieron y los enviaron al exilio interno en otras partes del imperio. Debajo de ellos estaban los nobles, que constituían alrededor del 5 por ciento de la población y protegían su poder y privilegios. Poseían la mayor parte de la tierra, que fue trabajada por sus siervos. Los campesinos formaban el grueso de la sociedad georgiana. La economía rural se había deprimido seriamente durante el período de dominación otomana y persa, y la mayoría de los siervos georgianos vivían en la pobreza extrema, sujeto a la amenaza frecuente de la inanición. El hambre a menudo los llevaría a la rebelión, como la gran revuelta en Kajetia en 1812.

### Emancipación de los siervos
La servidumbre era un problema no solo en Georgia sino en la mayor parte del Imperio ruso. A mediados del siglo XIX, el problema de la liberación de los siervos se había vuelto imposible de ignorar por más tiempo si Rusia se reformaba y modernizaba. En 1861, el zar Alejandro II abolió la servidumbre en Rusia propiamente dicha. El zar también quería emancipar a los siervos de Georgia, pero sin perder la lealtad recientemente ganada de la nobleza cuyo poder e ingresos dependían del trabajo de siervos. Esto requería negociaciones delicadas y la tarea de encontrar una solución que fuera aceptable para los terratenientes fue confiada al noble liberal Dimitri Kipiani. El 13 de octubre de 1865, el zar decretó la emancipación de los primeros siervos en Georgia. El proceso de abolición en todas las tierras georgianas tradicionales duraría hasta la década de 1870. Los siervos se convirtieron en campesinos libres que podían mudarse a donde quisieran, casarse con quien eligieran y participar en actividades políticas sin pedir permiso a sus señores. Los nobles conservaron el título de todas sus tierras, pero se dividió en dos partes. Los nobles poseían una de estas partes (al menos la mitad de la tierra), pero la otra debía ser alquilada por los campesinos que habían vivido y trabajado durante siglos.
A lo largo de los años, después de que hubieran realizado suficientes pagos para compensar a los propietarios, esta tierra se convertiría en su propiedad privada. En el evento, las reformas no agradaron ni a los nobles ni a los ex siervos. Aunque ahora eran campesinos libres, los ex siervos seguían estando sujetos a la pesada carga financiera de pagar el alquiler y, por lo general, pasaban décadas antes de que pudieran comprar la tierra por sí mismos. En otras palabras, aún dependían de los nobles, no legalmente, sino económicamente. Los nobles habían aceptado la emancipación solo con extrema renuencia y, aunque habían recibido un trato más favorable que los terratenientes en gran parte del resto del imperio, todavía habían perdido parte de su poder e ingresos. En los años siguientes, el descontento campesino y noble se expresaría en nuevos movimientos políticos en Georgia.

### Inmigración
Durante el reinado de Nicolás II, las autoridades rusas fomentaron la migración de varias minorías religiosas, como molokanes y dujobores, desde las provincias del corazón de Rusia a Transcaucasia, incluida Georgia. La intención fue tanto aislar a los disidentes problemáticos de los rusos ortodoxos (que podrían ser "corrompidos" por sus ideas) como fortalecer la presencia rusa en la región. Debido a que Georgia fue más o menos un principado de la marcha rusa como base para una mayor expansión contra el Imperio otomano, otras comunidades cristianas de la región de Transcaucasia se establecieron allí en el siglo XIX, especialmente los armenios y los griegos del Cáucaso. Estos posteriormente lucharon a menudo junto a los rusos y los georgianos en el ejército ruso del Cáucaso en sus guerras contra los otomanos, ayudando a capturar territorios en el sur del Cáucaso fronterizo con Georgia que se convirtieron en las provincias rusas administradas por el ejército del óblast de Batumi y Kars, donde decenas de miles de armenios, griegos del Cáucaso, rusos y otras comunidades de minorías étnicas que viven en Georgia se reasentaron.

## Movimientos culturales y políticos
La incorporación al Imperio ruso cambió la orientación de Georgia lejos de Oriente Medio para hacerlo hacia Europa, cuando los miembros de la intelligentsia comenzaron a leer sobre las nuevas ideas de Occidente. Al mismo tiempo, Georgia compartió muchos problemas sociales con el resto de Rusia, y los movimientos políticos rusos que surgieron en el siglo XIX también intentaron extender su seguimiento en Georgia.

### Romanticismo

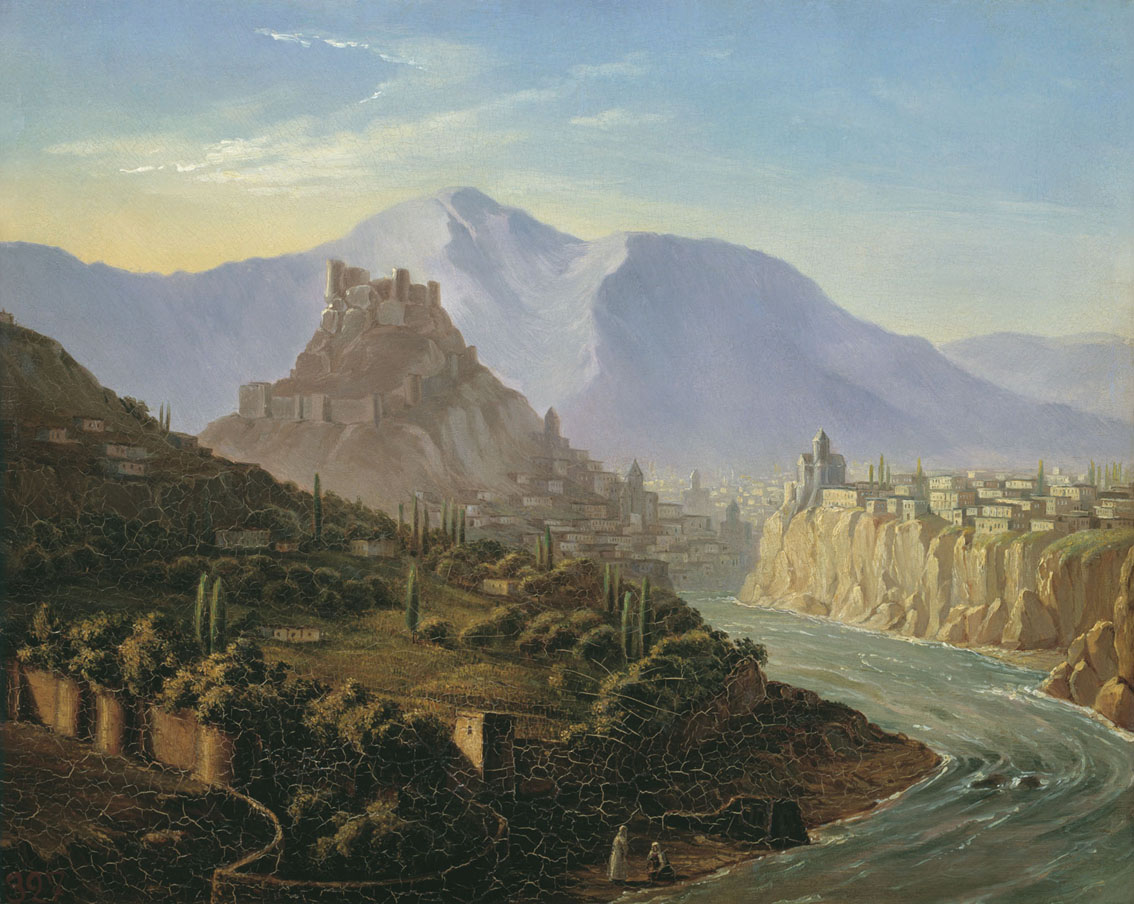
Paisaje de Tiflis, por Mijaíl Lérmontov.

En la década de 1830, el romanticismo comenzó a influir en la literatura georgiana, que experimentó un renacimiento gracias a poetas famosos como Alejandro Chavchavadze, Grigol Orbeliani y, sobre todo, Nikoloz Baratashvili. Comenzaron a explorar el pasado de Georgia, buscando una edad de oro perdida que utilizaron como inspiración para sus obras. Bedi Kartlisa («El destino de Georgia»), uno de los poemas más conocidos de Baratashvili, expresa su profunda ambivalencia sobre la unión con Rusia en la frase «¿Qué placer recibe el ruiseñor del honor si está en una jaula?».
Georgia se convirtió también en un tema en la literatura rusa. En 1829, el mayor poeta ruso, Aleksandr Pushkin, visitó el país y su experiencia se refleja en varias de sus letras. Su contemporáneo más joven, Mijaíl Lérmontov, fue exiliado al Cáucaso en 1840. La región aparece como una tierra de aventuras exóticas en la famosa novela Un héroe de nuestro tiempo de Lérmontov y también celebró el paisaje salvaje y montañoso de Georgia en el extenso poema Mtsyri, sobre un monje novicio que se escapa del rigor de la disciplina religiosa para encontrar la libertad en la naturaleza.

### Nacionalismo
A mediados del siglo XIX, el patriotismo romántico dio paso a un movimiento nacional más abiertamente político en Georgia. Esto comenzó con una joven generación de estudiantes georgianos educados en la Universidad de San Petersburgo, que fueron apodados tergdaleulnis (por el río Terek que fluye a través de Georgia y Rusia). La figura más destacada fue el escritor Iliá Chavchavadze, que fue el nacionalista georgiano más influyente antes de 1905. Intentó mejorar la posición de los georgianos dentro de un sistema que favorecía a los hablantes de ruso y dirigió su atención a los asuntos culturales, especialmente a la reforma lingüística y el estudio del folklore. Chavchavadze se hizo cada vez más conservador, considerándolo como su tarea de preservar las tradiciones georgianas y asegurar que Georgia siguiera siendo una sociedad rural.
La llamada segunda generación (Meore dasi) de los nacionalistas georgianos era menos conservadora que Chavchavadze. Se enfocaron más en las ciudades en crecimiento en Georgia, tratando de asegurar que los georgianos urbanos pudieran competir con los armenios y rusos económicamente dominantes. La figura principal en este movimiento fue Niko Nikoladze, quien se sintió atraído por las ideas liberales occidentales. Nikoladze vio el futuro de Georgia como parte de una federación caucásica que también incluiría a Armenia y Azerbaiyán.

### Socialismo
En la década de 1870, junto con estas tendencias nacionalistas conservadoras y liberales, surgió una tercera fuerza política más radical en Georgia. Sus miembros se centraron en los problemas sociales y tendieron a aliarse con los movimientos en el resto de Rusia. Los primeros movimientos se vieron en el intento de difundir el populismo ruso en la región, aunque los populistas tuvieron poco efecto práctico. El socialismo, particularmente el marxismo, demostró ser mucho más influyente a largo plazo.
La industrialización había llegado a Georgia a fines del siglo XIX, particularmente a las ciudades de Tiflis, Batumi y Kutaisi. Con ello llegaron fábricas, ferrocarriles y una nueva clase obrera urbana. En la década de 1890, se convirtieron en el foco de una "tercera generación" (Mesame Dasi) de intelectuales georgianos que se llamaban socialdemócratas, e incluían a Noe Zhordania y Filipp Majaradze, que habían aprendido sobre el marxismo en otras partes del Imperio ruso. Se convertirían en la fuerza principal de la política georgiana a partir de 1905. Creían que la autocracia zarista debería ser derrocada y reemplazada por la democracia, que eventualmente crearía una sociedad socialista.